# 大同桥镇
大同桥镇，是中华人民共和国湖南省株洲市攸县下辖的一个乡镇级行政单位。

## 行政区划
大同桥镇下辖以下地区：
善桥社区、界江村、丁家龙村、罗潭村、大同村、何岭村、善化村、土楼村、新虎塘村和观背村。